# Скиф (сын Геракла)
Скиф (др.-греч. Σκύθης) — первый царь и основатель скифов, древнеазиатского народа всадников. Согласно Геродоту, он родился от Геракла и Ехидны.

## Миф о рождении[2]
Геракл ехал на табуне лошадей великана Гериона по безлюдной степи на восточном берегу Чёрного моря. Однако однажды утром он обнаружил, что все его лошади исчезли. Геракл начал поиски лошадей. Это привело его к пещере. В этой пещере он нашёл странное существо, верхняя часть тела которого была женской, а нижняя — змеиной, это была Ехидна.
Она согласилась вернуть лошадей Гераклу только в том случае, если он пообещает ей заняться с ней сексом. Геракл согласился, и через некоторое время Ехидна родила трёх сыновей: Агафирса, Гелона и Скифа. Ехидна спросила Геракла, что делать с его сыновьями: оставить их в её стране или послать с Гераклом?.
Геракл оставил свой лук и пояс и сказал, что сын, который натянет лук и наденет пояс, может остаться. Двух других сыновей придётся выслать. Младший сын, Скиф, натянул отцовский лук и надел пояс. Он остался в земле своей матери Ехидны и стал прародителем скифов, первым царём которых и стал
Миф о происхождении восходит к «царским» или «понтийским скифам». Все цари этих скифов считались прямыми потомками Скифа, сына Геракла.

## Агафирс и Гелон
Агафирс и Гелон не попытались надеть пояс и натянуть лук отца, поэтому Ехидна изгнала их.
Агафирс двинулся на северо-запад, где стал прародителем народа агафирсов. Эти люди, по словам Геродота, вели распущенную, некультурную жизнь, отличавшуюся роскошью.
То же самое произошло и со средним братом Гелоном. Он двинулся на северо-восток, где его люди — племена гелонов — основали город Гелон и начали оседлое земледельческое общество. Язык этого народа будет наполовину скифским, наполовину греческим.

## Объяснение истории происхождения
Геродот был греком, поэтому его сочинения сосредоточены на силе, величии и превосходстве именно греческого народа.
Ехидна обозначает народ, изначально населявший территорию скифов. Её змееподобность и подземная жизнь указывает на её связь с почвой этой области. Она также является гибридом, наполовину человеком и наполовину змеем, которым Геродот прямо называл туземцев. Они люди, но в то же время звери: у них ещё нет цивилизации.
Геракл в этом сюжете символизирует греческий народ. Его прибытие в этот район меняет местное общество. Благодаря этому греческому влиянию стало возможным создать монархическую цивилизацию, отражающую греческое общество.
Скиф — наиболее известный сын Геракла и Ехидны. Физически из трёх братьев он больше всего был похож на отца, он знаком с греческой культурой (лук, пояс, лошади) и во взрослом возрасте жил ближе к Греции, чем его братья-изгнанники. Поэтому греки рассматривают скифов как цивилизацию, которая могла возникнуть только благодаря им.
Геродот приписывает силу скифского народа «дарам», принесённым Гераклом в их земли. В культурном отношении у них есть пояс, в военном отношении лук и лошади, а в политическом отношении первый царь, Скиф, наполовину грек и, таким образом, мог править как сильный лидер.